# Атанас Гърков
Атанас М. Гърков (среща се и Греков) е български възрожденски общественик, участник в църковно-националните борби в Македония през XIX век.

## Биография
Атанас Гърков е от големия български южномакедонски град Кукуш, тогава в Османската империя. Той е кмет на родния си град и член на Кукушката българска община. Гърков е един от водачите на кукушките българи в борбата срещу Цариградската патриаршия за църковна независимост. Синът му Иван и още две момчета са кандидати за стипендианти. В 1863 година осигурява на Стефан Веркович преглед на населението на Кукушката каза според официалните турски документи, публикуван в книгата на Веркович „Топографическо-этнографическій очеркъ Македоніи“ (1889). Заради кореспонденцията си с Веркович е арестуван от властите и затворен.
Атанас Гърков почива през февруари 1863 година.